# Vôlei São José
O Vôlei São José, também conhecido como Farma Conde/Vôlei São José dos Campos por questão de patrocínio, é um clube de voleibol masculino brasileiro, da cidade de São José dos Campos, no interior do estado de São Paulo. Atualmente o clube disputa a Superliga Série A, a primeira divisão do campeonato brasileiro.

## Histórico
O Vôlei São José é o resultado da mudança de projeto do antigo Vôlei Itapetininga. O clube foi fundado em 2017, com sede na cidade de Itapetininga, no estado de São Paulo, com mando de quadra no Ginásio Municipal de Esportes Ayrton Senna. O projeto foi encabeçado pelo ex-jogador André Nascimento, o gestor do time e ex-jogador Rodrigo Moraes, o presidente da Universal Chemical, Cássio Souza Barros, e a prefeitura de Itapetininga.
No ano de criação do clube, a equipe já estava apta a disputar a primeira divisão do Campeonato Paulista, onde foi eliminada nas quartas de final pelo EMS Taubaté Funvic (6–1 no agregado). Na mesma temporada, o clube foi vice-campeão da Taça Prata de 2017. Após garantir o acesso à Superliga Série B de 2017 por ser líder de seu grupo com 2 vitórias em 2 partidas disputadas, a equipe de Itapetininga alcançou a final do torneio porém foi superada na decisão do título pela equipe do Vôlei Ribeirão por 3–2 na final única.
Em 2018, competindo a segunda divisão do campeonato brasileiro, a equipe do interior paulista finalizou a fase classificatória na vice-liderança com 5 vitórias em 7 partidas disputadas. Disputando a fase dos playoffs, a equipe encarou novamente o Vôlei Ribeirão – líder da fase classificatória – onde foi derrotada novamente, desta vez pelo placar de 3 sets a 1. A partida marcou a despedida das quadras do oposto e campeão olímpico André Nascimento, que atuou no clube por dois anos. Apesar da derrota, o clube garantiu a qualificação para disputar a Superliga Série A da temporada seguinte.
Em sua estreia pela Superliga Série A de 2018–19, a equipe itapetiningana terminou a fase classificatória com a oitava melhor campanha, se qualificando para a fase dos playoffs, fase esta onde foi eliminada pelo SESI-SP após duas derrotas consecutivas (6–1 no agregado). Devido a boa campanha no primeiro turno do campeonato nacional, o clube se classificou para a disputa da Copa Brasil de 2019, onde foi superado pelo clube mineiro Sada Cruzeiro Vôlei – detentor do título – por 3 sets a 1.
Na temporada 2020–21, o time paulista terminou novamente a fase classificatória da Superliga Série A na oitava colocação, somando 26 pontos em 8 partidas vencidas. Na fase das quartas de final, a equipe paulista eliminou o favorito ao título Sada Cruzeiro Vôlei. Após vencer a primeira partida disputada na quadra adversária por 3–0, no confronto de volta a equipe paulista saiu atrás do placar após perder os dois primeiros sets, mas o clube do interior paulista conseguiu a virada com parciais de 25–21, 25–23 e 18–16 para fazer história e se classificar para a semifinal do torneio. Apesar do ótimo resultado conquistado na etapa anterior, a equipe paulista não conseguiu superar o Minas Tênis Clube – 4º colocado da fase classificatória – e caiu nas semifinais após duas derrotas por 3–0.
Após o término da temporada 2020–21, após impasse com a prefeitura de Itapetininga, o clube anunciou a mudança do projeto para a cidade de São José dos Campos, tendo como patrocinador master a rede de drogarias Farma Conde, alterando o nome fantasia do clube para Farma Conde/Vôlei São José dos Campos para a temporada 2021–22.
Em outubro de 2023, o clube apresentou o novo escudo e novos uniformes da equipe. A renovação da identidade foi concebida após a introdução da nova marca do patrocinador da equipe, que celebrou três décadas.

Escudo do Vôlei São José (2021–2023).

A estreia da nova identidade nas quadras ocorreu em 9 de novembro, na decisão da Supercopa Brasil contra o Sada Cruzeiro Vôlei, onde a equipe paulista conquistou o inédito título ao superar a equipe mineira por 3 sets a 2.

## Títulos
| NACIONAIS | NACIONAIS            | NACIONAIS | NACIONAIS  |
|           | Competição           | Títulos   | Temporadas |
| --------- | -------------------- | --------- | ---------- |
| Brasil    | Supercopa Brasileira | 1         | 2023       |